# Alosa de Rudd
L'alosa de Rudd (Heteromirafra ruddi) és una espècie d'ocell de la família dels alàudids (Alaudidae).

## Hàbitat i distribució
Habita praderies de l'est de Sud-àfrica al sud-est de Transvaal, Swazilàndia, est de l'Estat Lliure d'Orange, nord-est del Natal, Lesotho i est de la Província del Cap.